# El páramo (película de 2011)
El páramo es una película de suspenso psicológico colombiana de 2011 dirigida y escrita por Jaime Osorio Márquez y protagonizada por Juan David Restrepo, Alejandro Aguilar, Mauricio Navas y Julio César Valencia. Narra la historia de un comando del ejército que es enviado a una base en un lejano páramo encontrándose con fenómenos, que no necesariamente son sobrenaturales. La cinta fue presentada en el Fantastic Fest en los Estados Unidos en 2011 y en el Festival Internacional de Cine Fantástico de Cataluña el mismo año.

## Sinopsis
Un comando militar de alta montaña es enviado a un desolado páramo a investigar una base que ha perdido todo contacto. Al llegar encuentran a una extraña mujer encadenada y ningún vestigio de los soldados que se encontraban en la base. Al transcurrir las horas los soldados empiezan a perder la razón, sin motivo aparente.

## Reparto
- Juan David Restrepo
- Alejandro Aguilar
- Mauricio Navas
- Julio César Valencia
- Mateo Stivelberg
- Nelson Camayo
- Andrés Castañeda
- Juan Pablo Barragán
- Daniela Catz
- Andrés Felipe Torres